# Atentatele de la Ürümqi din 1997
Pe 25 februarie 1997, trei bombe au explodat în trei autobuze (linia 10, linia 44 și linia 2) în orașul Ürümqi, regiunea Xinjiang, China. Nouă persoane au fost ucise, între care cel puțin trei copii, iar alte 28 au fost rănite. Alte două dispozitive din gara de sud (gara principală din Ürümqi) nu au reușit să explodeze. În bombe au fost găsite bile de oțel, șuruburi și cuie. 
Separațiștii uiguri au comis aceste atentate. Facțiunile uigurilor din afara Chinei au revendicat comiterea atacurilor.  

## Context
Tensiunile din regiunea Xinjiang deveniseră o sursă de terorism în China. Conflictele legate de aspirațiile culturale ale uigurilor au reapărut în anii 1960. La începutul lunii februarie 1997, execuția a 30 de presupuși separatiști  care fuseseră implicați în organizația Meshrep  în timpul Ramadanului a dus la mari demonstrații, care au culminat cu incidentul de la Gulja din 5 februarie, în care cel puțin nouă protestatari au fost uciși. . 